# 延斯·菲德勒
延斯·菲德勒（德語：Jens Fiedler，1970年2月15日—），德国男子自行车运动员。他曾代表德国参加1992年、1996年、2000年和2004年夏季奥林匹克运动会自行车比赛，共获得三枚金牌和二枚铜牌。